# Abeba Aregawi
Abeba Aregawi (Etiopía, 5 de julio de 1990) es una atleta nacida etíope nacionalizada sueca, especialista en la prueba de 1500 m, con la que llegó a ser campeona mundial en 2013.

## Carrera deportiva
En el Mundial de Moscú 2013 gana la medalla de oro en los 1500 metros, por delante de la estadounidense Jennifer Simpson y la keniana Hellen Onsando Obiri.
El 29 de febrero de 2016, la Federación Sueca de Atletismo declaró que Abeba había dado positivo por meldonium en enero de 2016. Fue suspendida provisionalmente de competir el mismo día. En julio de 2016, la Comisión de Dopaje de Suecia levantó su suspensión debido a pruebas insuficientes sobre cuánto tiempo la droga, que fue prohibida en enero de 2016, tarda en excretarse del cuerpo.
Regresó a Etiopía tras obtener un pasaporte sueco. Se casó y tiene un hijo. La Asociación Sueca de Atletismo la eliminó oficialmente de la lista de activos el 28 de noviembre de 2018.